# Герштенцвейг, Даниил Александрович
Даниил Александрович Герштенцвейг (нем. Daniel Waldemar Gerstenzweig-Enchminski; 1790—1848) — русский военачальник, генерал от артиллерии (10.10.1843), командующий артиллерий Гвардейского корпуса. Герой Наполеоновских войн 1812-1814 годов и Польской компании 1831 года.
Получил прозвище ДанниГерш из сокращения имени ДАННИил и сокращения фамилии ГЕРШтенцвейг.

## Биография
Сын офицера польской армии, происходил из польского дворянского рода немецкого происхождения (Герштенцвейг-Енчминские) и родился в 1790 году.
В 1805 году поступил юнкером в гвардейский артиллерийский батальон и принял участие в первом походе против Наполеона. Произведённый в 1807 году в подпоручики в Московскую (3-ю) резервную артиллерийскую бригаду, он участвовал в походе против Австрии 1809 года и в Отечественной войне 1812 года. За отличие в сражениях при Смоленске, Бородине и Малоярославце (здесь он был ранен и контужен, но остался в строю) Герштенцвейг был награждён орденами Святой Анны 4-й степени и Святого Владимира 4-й степени с бантом и чином поручика.
В мае 1813 года он был переведён в гвардейскую конную артиллерию и с 1-й батареей участвовал в войне за освобождение Европы, причём был в семи сражениях и особенно отличился при Фер-Шампенуазе, за что получил золотую саблю с надписью «За храбрость» и прусский орден «Pour le mérite».
В 1814 году Герштенцвейг был назначен командиром полубатареи гвардейской конной артиллерии, которая входила в состав войск, бывших в Варшаве под начальством цесаревича Константина Павловича. Герштенцвейгу вменено было в обязанность всемерно заботиться о том, чтобы его полубатарея, составленная «из отличнейших господ офицеров, нижних чинов и лошадей», была «образцовой» и служила примером как для русских, так и для формируемых польских войск.
В декабре 1816 года он был произведён в полковники и через несколько месяцев назначен командиром батареи гвардейской конной артиллерии, а в марте 1818 г. — командиром гвардейской лёгкой батареи № 3 и гвардейской пешей батарейной роты № 5. Конная батарея Герштенцвейга выделялась «правильными и быстрыми движениями», «искусством в учении» и поставленной в совершенстве стрельбой.
В 1821 г. он был назначен бригадным командиром гвардейской и гренадерской артиллерии Литовского корпуса, а в 1823 г. — начальником гвардейской артиллерии резервного корпуса войск, состоявших под начальством цесаревича.
Произведённый 27 апреля 1826 г. в генерал-майоры, Герштенцвейг 19 декабря 1829 г. получил орден Святого Георгия 4-й степени за беспорочную выслугу 25 лет в офицерских чинах (№ 4319 по списку Григоровича — Степанова) и в том же году — орден Святого Станислава 1-й степени. В следующем назначен дежурным генералом главного штаба цесаревича Константина Павловича.
Когда в Польше вспыхнуло восстание и цесаревич оставил Варшаву, Герштенцвейг 30 ноября привёл к нему шесть орудий из местечка Гуры и уговаривал его, как рассказывает Мохнацкий в своих «Записках», употребить артиллерию для усмирения города. Относясь к Герштенцвейгу с большим доверием, Цесаревич согласился было с ним, но затем взяло верх мнение адъютанта цесаревича, графа Владислава Замойского, доказывавшего, что удобный момент уже пропущен и картечь не в состоянии задержать хода революции.
В 1831 г. Герштенцвейг участвовал в военных действиях против польских повстанцев и был награждён орденами: Святой Анны 1-й степени — за сражение при деревне Игане и Святого Владимира 2-й степени — за дело при местечке Рационж, где был контужен в шею. 22 марта 1831 г. он был награждён орденом Святого Георгия 3-й степени (№ 423 по кавалерским спискам)
В воздаяние отличнаго мужества и храбрости, оказанных в сражении против польских мятежников 13 февраля 1831 года при Грохове, где, командуя конно-артиллерийскими ротами № 17, 18, 19 и 20, показал искусство и благоразумие в быстром действии сей артиллерии, которая содействовала к совершенному поражению неприятеля.
В течение польской войны Герштенцвейгу было поручено устройство переправы для армий у деревни Тырчин и обеспечение её, укрепление Ломжи, прикрытие отрядом правого фланга армии, открытие сообщений с отрядом генерала Ф. В. Ридигера и форсированное преследование неприятеля, устройство моста в районе Кальварии и других; за отличное исполнение этих поручений он был произведён 10 июня (по другим данным — 18 октября) в генерал-лейтенанты. Также он получил польский Знак отличия за военное достоинство (Virtuti Militari) 2-й степени.
По окончании войны Герштенцвейг был назначен начальником артиллерии отдельного Гвардейского корпуса, а в январе 1835 г. — командиром сводного кавалерийского корпуса. Состоя в этой должности, он управлял новороссийскими военными поселениями, которые обязаны ему удачными опытами устройства садов и разведения лесов. В 1837 г. награждён орденом Белого орла.
10 октября 1843 г. Герштенцвейг получил чин генерала от артиллерии, а в 1847 г. — орден Святого Владимира 1-й степени.
В 1848 г. ему было поручено командование войсками (6 дивизий), которые по соглашению с турецким правительством должны были подавить возникшие в Молдавии беспорядки. Вскоре сильное расстройство здоровья отразилось на его душевном состоянии: ошибка в исполнении Высочайшего повеления относительно перехода войск через Прут привела Герштенцвейга в такое отчаяние, что он просил об увольнении от командования. Получив отпуск, он отправился в Россию и на пути, в местечке Леове, в Бессарабии, находясь в карантинной обсервации по случаю холеры, под влиянием тяжелого нравственного состояния, застрелился 14 августа 1848 г.
Современники оставили о Герштенцвейге, как о человеке, самые противоречивые воспоминания: по словам бывшего его адъютанта Михаила Золотарёва, он принадлежал к числу образованнейших боевых генералов своего времени. Будучи гуманным начальником, поощряя инициативу подчиненных и не позволяя себе вмешиваться в их распоряжения, Герштенцвейг никогда не создавал мучения для инспектируемых им частей; его смотры, как свидетельствует Золотарёв, никогда не длились более часу, а конные учения были поистине образцовыми и производились с замечательной быстротой. Особенно строго преследовал Герштенцвейг битье солдата: «Битьём не выучишь, а испортишь», — сообщает Золотарёв слова Герштенцвейга.
Автор же статьи в «Русской старине» о последней польской смуте, скрывшийся под псевдонимом «Очевидец», наоборот, рисует его аракчеевцем в полном значении слова, ярым поборником прежней системы обращения с солдатами.

## Награды
Российские:
- Орден Святой Анны 4-й степени (12.05.1813)
- Орден Святого Владимира 4-й степени с бантом (1813)
- Золотая сабля с надписью "За храбрость" (13.03.1814)
- Орден Святого Станислава 1-й степени (Царство Польское, 12.05.1829)
- Орден Святого Георгия 4-й степени (19.12.1829)
- Орден Святого Георгия 3-й степени (22.03.1831)
- Орден Святого Владимира 2-й степени (15.09.1831)
- Орден Святой Анны 1-й степени (24.09.1831)
- Знак отличия за военное достоинство 2-й степени (1832)
- Орден Белого орла (03.09.1837)
- Орден Святого Александра Невского (28.09.1842)
- Алмазные знаки к ордену Святого Александра Невского (08.09.1845)
- Орден Святого Владимира 1-й степени (24.09.1847)

Иностранные:
- Прусский орден Pour le Merite (1813)

## Семья
Герштенцвейг был женат на дочери польского генерала Мадалинского, сподвижника Костюшки. Сын — Александр, был варшавским военным генерал-губернатором и в 1861 году, вследствие ссоры с варшавским наместником графом Ламбертом, также застрелился. Дочь — Марцеллина (Марцианна) (23.08.1823—12.10.1878), фрейлина императрицы Александры Фёдоровны, была замужем за генерал—адъютантом А. А. Непокойчицким. 